# شهرستان همیلتون (کانزاس)
شهرستان همیلتون، کانزاس (به انگلیسی: Hamilton County, Kansas) یک سکونتگاه مسکونی در ایالات متحده آمریکا است که در کانزاس واقع شده‌است.

## نگارخانه

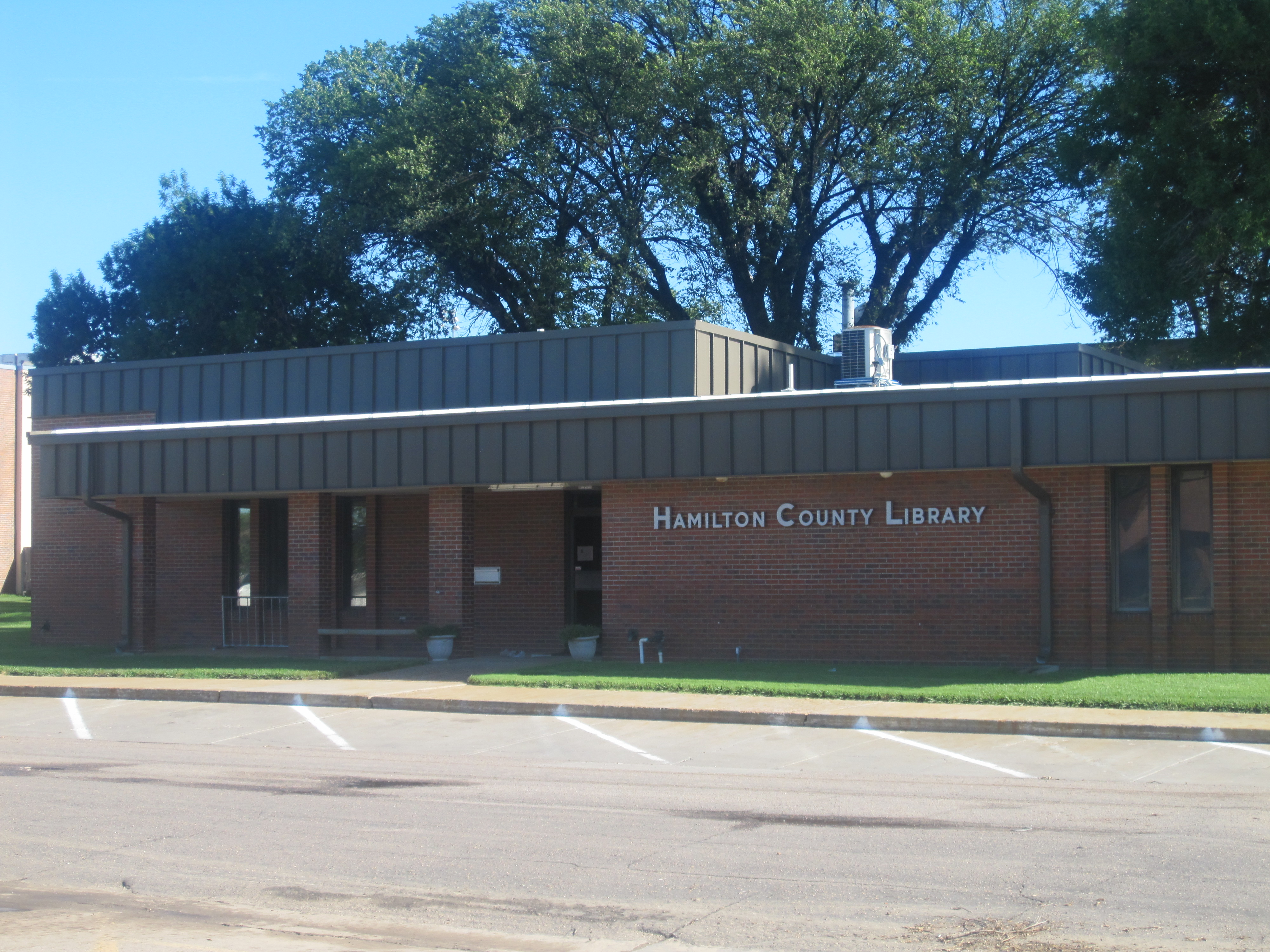
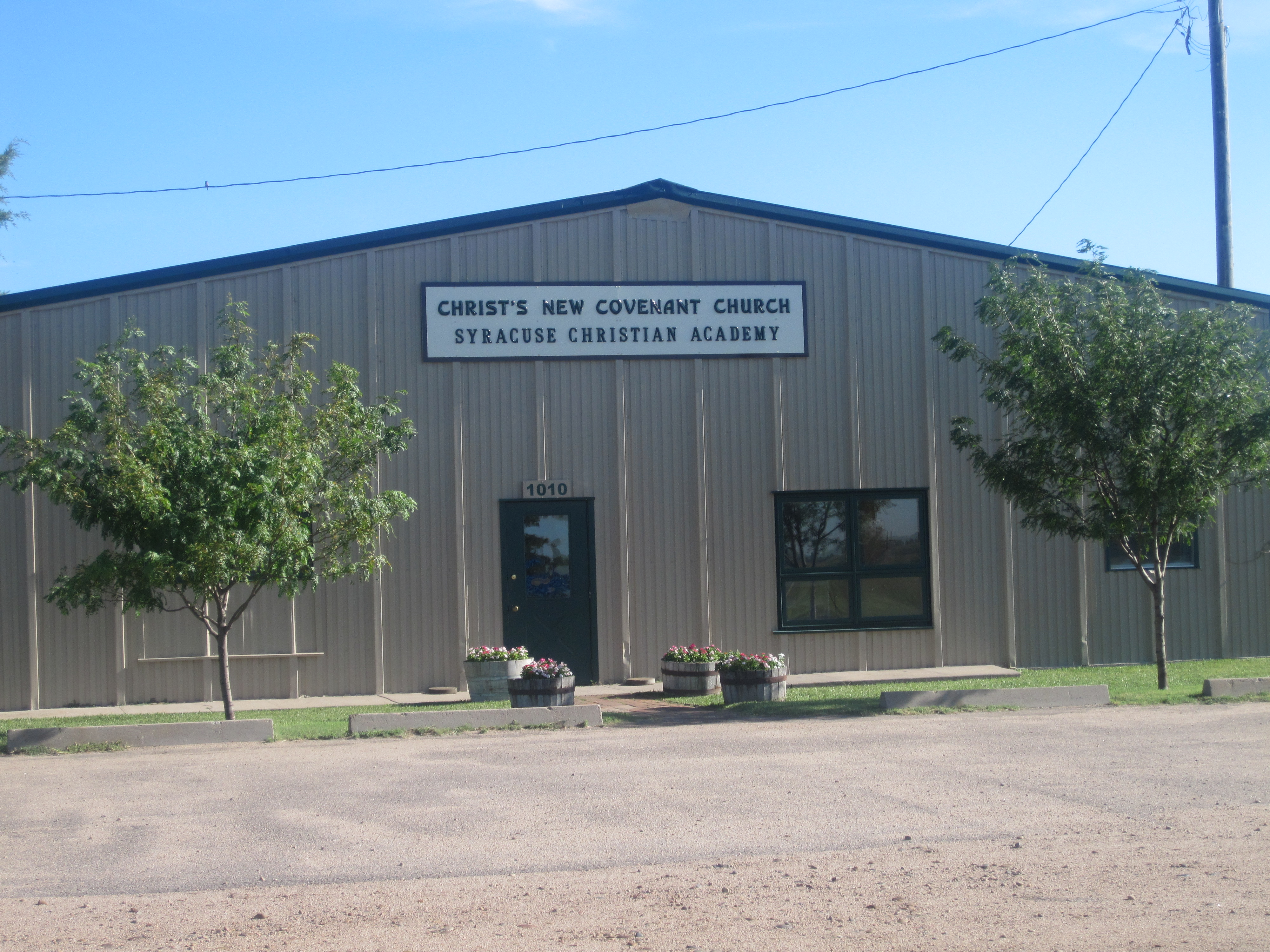